# Isabel de Burgh, 4.ª Condessa de Ulster
Isabel de Burgh (em inglês:  Elizabeth; Castelo de Carrickfergus, 6 de julho de 1332 — Dublin, 10 de dezembro de 1363) foi uma nobre irlandesa. Ela era suo jure 4.ª condessa de Ulster, 5.ª baronesa de Connaught e como primeira esposa de Leonel de Antuérpia, filho do rei Eduardo III de Inglaterra, foi duquesa de Clarence.

## Família
Isabel foi a única filha de Guilherme Donn de Burgh, 3.º conde de Ulster e 4.º barão de Connaught, e de Matilde de Lencastre.
Seus avós paternos foram João de Burgh e Isabel de Clare. Seus avós maternos foram Henrique, 3.º Conde de Lencastre e Matilde Chaworth. 
Isabel era a última descendente da linhagem principal de Guilherme de Burgh, fundador da Casa de Burgh, de origem anglo-normanda. Também era trineta de dois reis ingleses: por linhagem paterna, de Eduardo I, cuja filha era a princesa Joana de Acre, e por linhagem materna, de Henrique III, cujo filho era o príncipe Edmundo, Conde de Lencastre e Leicester.

## Biografia
Seu pai, Guilherme, morreu assassinado em 6 de junho de 1333, em Belfast, sob as ordens de Gile de Burgh, irmã de Valter Liath de Burgh, que morreu de inanição graças a Guilherme, seu primo. Assim, Isabel com quase um ano de idade, se tornou herdeira das terras.
Isabel se tornou noiva do duque em 5 de maio de 1341. Em 15 de agosto de 1352, a condessa casou-se com Leonel, filho de Eduardo III com Filipa de Hainault, na Torre de Londres. Uma segunda cerimônia ocorreu na Abadia de Reading, em Berkshire, em 9 de setembro de 1352. Ela tinha vinte anos, e ele, apenas quatorze.
Por casamento, seu marido se tornou jure uxoris 4.º conde de Ulster e 5.º barão de Connaught. 
A condessa morreu em 10 de dezembro de 1363, aos 31 anos de idade, em Dublin, na Irlanda, e foi enterrada no Priorado de Clare, em Suffolk. Mais tarde, seu marido que morreu em 1368, também foi enterrado lá.
Após a morte de Isabel, Lionel se casou com Violante Visconti, mas não teve filhos com ela.

## Descendência
O casal teve apenas uma filha:
- Filipa Plantageneta, 5.ª Condessa de Ulster (16 de agosto de 1355 - 1378/81), sucedeu a mãe. Foi esposa de Edmundo Mortimer, 3.º Conde de March, bisneto de Rogério Mortimer, 1.º Conde de March, envolvido na deposição do rei Eduardo II de Inglaterra como aliado da rainha Isabel de França. Deixou descendência.

O filho de Filipa foi Rogério Mortimer, 4.º Conde de March, cuja filha com Leonor Holland foi Ana de Mortimer, avó dos reis de Inglaterra e irmãos, Eduardo IV e Ricardo III, da Casa de Iorque, descendentes de Lionel e Isabel e de Edmundo de Langley, 1.º duque de Iorque, irmão de Lionel e cunhado de Isabel.